# Centre hospitalier de Libreville
Le centre hospitalier universitaire de Libreville (CHUL) est un hôpital à Libreville au Gabon.

## Présentation
L’hôpital de Libreville est le plus grand et le plus important hôpital du Gabon.
Situé dans la capitale de Libreville, l’hôpital dispose d’un service d’accidentologie et d’urgence qui dessert une grande partie du pays.
L'hôpital de Libreville dispose de 650 lits et d'un effectif d'agents estimé à 1 500 agents toutes catégories confondues. L'hôpital possède une technologie suffisante pour traiter diverses maladies. Cependant, en raison de facteurs tels que la lourde charge de travail des patients et, par conséquent, la fluidité des rôles du personnel, l'hôpital fournit le plus souvent des soins primaires et secondaires plutôt que les soins spécialisés qu'il devrait en principe dispenser.
De plus, comme les établissements de santé au Gabon ne prennent généralement pas en charge les accouchements pour le moment, sauf dans le quartier Okala de Libreville, l'hôpital de Libreville gère presque tous les accouchements de la ville.

## Spécialités
Ses spécialités sont la Rhumatologie, la Gastro-entérologie, la Chirurgie, la Gynécologie, la Maternité, la Neurochirurgie, la Neurologie, la Cardiologie, Hématologie, la Dermatologie, un service de réanimation, généraliste, pédiatrie, ORL et radiologie.

## Histoire
Le premier service de neurologie au Gabon a été ouvert à l'hôpital de Libreville le 15 septembre 1980.
L'hôpital dispose également d'un département de chirurgie viscérale.